# Americký vlkodlak v Londýně
Americký vlkodlak v Londýně je britsko-americká hororová komedie podle scénáře a v režii Johna Landise z roku 1981. Hlavní role ztvárnili David Naughton, Jenny Agutter, a Griffin Dunne.
Film se dočkal pozitivních ohlasů nejen od diváků, ale i od kritiků, stal se komerčním úspěchem a je označován za kultovní klasiku. Získal Oscara v kategorii nejlepší masky vůbec v prvním ročníku, kdy byla tato kategorie zavedena.

## Děj
Na začátku filmu dva Američané David Kessler (hraje David Naughton) a Jack Goodman (hraje Griffin Dunne) trempují v Anglii. Po nepříjemně napjaté návštěvě ve vesnické hospodě oba přátelé pokračují do vřesovišť v noci. Jsou napadeni vlkodlakem, který zabije Jacka a vážně zraní Davida, který je odvezen do nemocnice. Duch jeho přítele ho později informuje, že se stal vlkodlakem a promění se při dalším úplňku.